# Лукаут (Каліфорнія)
Лукаут (англ. Lookout) — переписна місцевість (CDP) в США, в окрузі Модок штату Каліфорнія. Населення — 68 осіб (2020).

## Географія
Лукаут розташований за координатами 41°12′37″ пн. ш. 121°9′11″ зх. д. / 41.21028° пн. ш. 121.15306° зх. д. (41.210401, -121.152960).  За даними Бюро перепису населення США в 2010 році переписна місцевість мала площу 14,12 км², з яких 13,82 км² — суходіл та 0,31 км² — водойми.

## Демографія
Згідно з переписом 2010 року, у переписній місцевості мешкали 84 особи в 31 домогосподарстві у складі 22 родин. Густота населення становила 6 осіб/км².  Було 46 помешкань (3/км²).
Расовий склад населення:
| - 90,5 % — білих - 2,4 % — корінних американців - 6,0 % — осіб інших рас |

До двох чи більше рас належало 1,2 %. Частка іспаномовних становила 16,7 % від усіх жителів.
За віковим діапазоном населення розподілялося таким чином: 22,6 % — особи молодші 18 років, 59,5 % — особи у віці 18—64 років, 17,9 % — особи у віці 65 років та старші. Медіана віку мешканця становила 45,3 року. На 100 осіб жіночої статі у переписній місцевості припадало 86,7 чоловіків;  на 100 жінок у віці від 18 років та старших — 97,0 чоловіків також старших 18 років.
Цивільне працевлаштоване населення становило 18 осіб. Основні галузі зайнятості: освіта, охорона здоров'я та соціальна допомога — 55,6 %, сільське господарство, лісництво, риболовля — 44,4 %.